# Johann Georg al II-lea, Elector de Saxonia
Johann Georg al II-lea (31 mai 1613 – 22 august 1680) a fost Elector de Saxonia din 1656 până în 1680. El a aparținut liniei Albertine a Casei de Wettin.

## Biografie
A fost al patrulea copil în ordinea nașterii însă fiul cel mare (după decesul fratelui său la doar cinci luni) al Electorului Johann Georg I de Saxonia și a celei de-a doua soții, Magdalene Sibylle a Prusiei. Și-a succedat tatăl ca Elector de Saxonia când Johann Georg I a murit la 8 octombrie 1656.
În 1657 Johann Georg a făcut un aranjament cu cei trei frați ai săi pentru a preveni disputele teritoriale și în 1664 el a intrat în relații de prietenie cu regele Ludovic al XIV-lea al Franței. A primit bani de la regele francez însă existența unei puternice părți anti-franceze în Saxonia l-a pus ocazional în situația să răspundă în fața împăratului Leopold I.
Interesul principal al electorului nu a fost politica ci muzica și arta. El a împodobit Dresda, care sub el a devenit centrul muzical al Germaniei; muzicienii străini au fost bine primiți și a adunat în jurul lui o curte mare și splendidă, iar capitala sa a fost scena constantă de festivaluri muzicale și alte festivități. Johann Georg II a comandat construirea primei case de operă, Opernhaus am Taschenberg.

## Familie
La 13 noiembrie 1638, la Dresda, Johann Georg s-a căsătorit cu Magdalene Sybille de Brandenburg-Bayreuth. Ei au avut trei copii:
1. Sibylle Marie (16 septembrie 1642 – 27 februarie 1643)
2. Erdmuthe Sophie (25 februarie 1644 – 22 iunie 1670), căsătorită la 29 octombrie 1662 cu Christian Ernst, Margraf de Brandenburg-Bayreuth
3. Johann Georg III (20 iunie 1647 –  12 septembrie 1691), succesorul lui ca Elector.